# Juncus concinnus
Juncus concinnus là một loài thực vật có hoa trong họ Juncaceae. Loài này được D.Don mô tả khoa học đầu tiên năm 1825.